# Landhaus (Dresda)
La Landhaus è un edificio di Dresda costruito per ospitare il Landtag dello Stato di Sassonia. Ospita il Museo della città di Dresda e la Galleria d'arte della città di Dresda.

## Storia

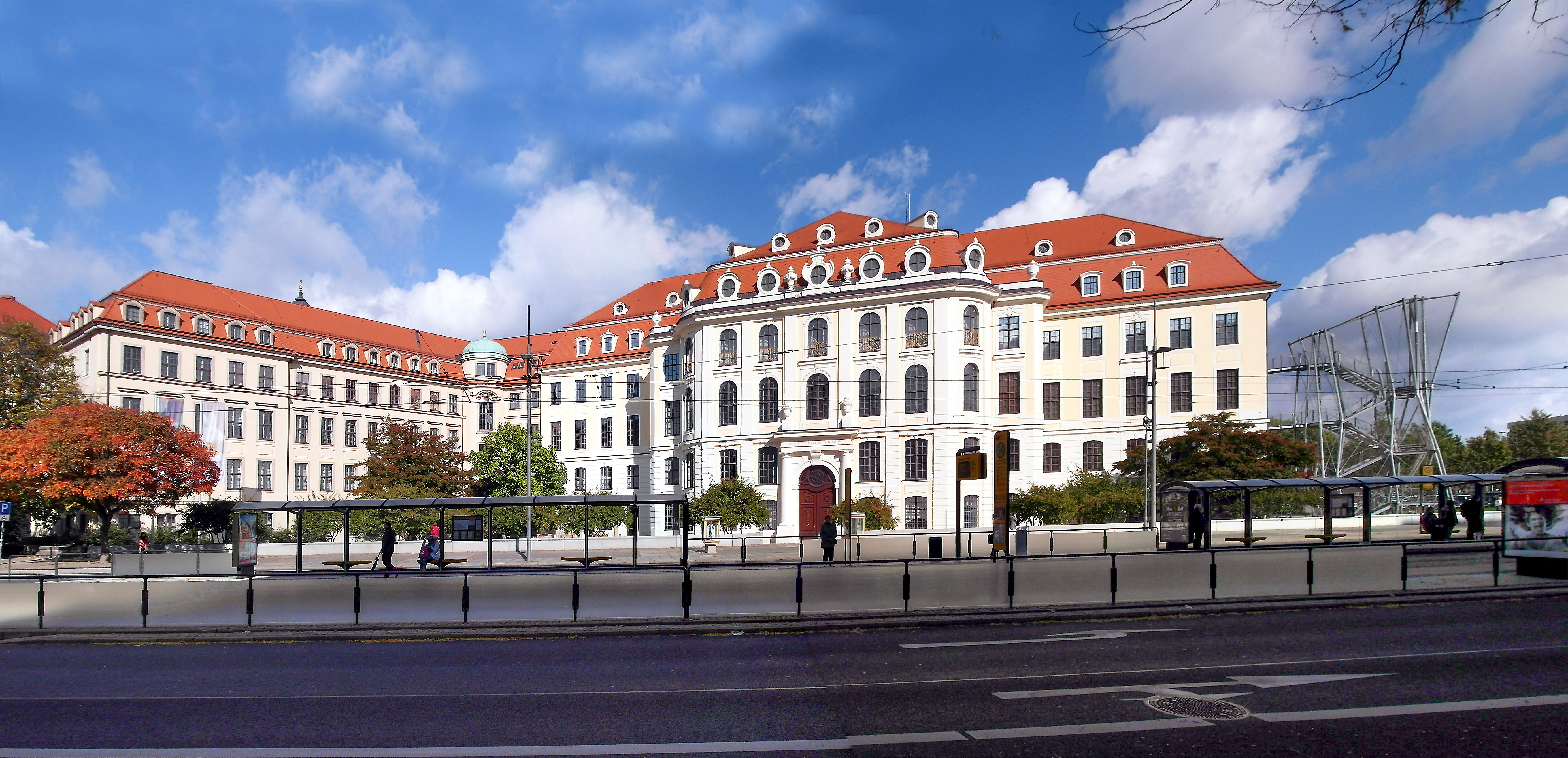
Panoramica dell'edificio

Fu costruito in stile barocco tra il 1770 e il 1776 dall'architetto Friedrich August Krubsacius sul sito della ex Palais Flemming-Sulkowski. Nel settembre del 1775 vi si trasferì l'Obersteuerkollegium.
L'edificio fu costruito nella parte orientale del centro storico. L'edificio venne distrutto durante i bombardamenti di Dresda della seconda guerra mondiale. La ricostruzione ebbe luogo dal 1962 al 1965 e costò 3,2 milioni di marchi GDR. Il museo cittadino si trasferì nel 1966.
Tra il 2005 e il 2006 l'edificio fu rinnovato e fu aggiunta una scala antincendio.